# Polyphème (Van Clève)
Pour les articles homonymes, voir Polyphème.
Polyphème est une sculpture de marbre présentée comme morceau de réception à l'Académie royale de peinture et de sculpture par l'artiste Corneille Van Clève en 1681. L’œuvre est actuellement conservée au musée du Louvre.

## Contexte de la création
Corneille van Clève présente ce Polyphème comme morceau de réception à l'Académie. Fait notable car il s'agit de la première ronde bosse présentée comme morceau de réception. Il s'agit également de l'un des rares cas où le sujet ne fut pas imposé au sculpteur par l'Académie. L’œuvre fut présentée deux fois à l'Académie. Une première fois en terre cuite lors de l'agrément et une seconde fois en marbre comme morceau de réception. 
L'accueil de l'œuvre fut particulièrement positif et annonce en cela les morceaux de réception du XVIIIe siècle.
En 1701, l’Académie demande à Robert Le Lorrain d'exécuter une Galatée, pendant de cette statue.

## Description
L'iconographie est ici celle de Polyphème, un personnage des Métamorphoses de Ovide. L’œuvre fut inspirée par la fresque de Annibal Carrache à la galerie du palais Farnèse. Une source qui peut s'expliquer par le séjour de Van Clève à Rome durant sept années. Il possédait qui plus est chez lui des gravures de la galerie. Il convient tout de même de noter que le bras droit fut modifié par Van Clève vis-à-vis de la composition carrachienne.
Il s'agit ici d'un morceau de réception. L'objectif est donc pour Van Clève de démontrer son talent en impressionnant le jury. Sentiment qu'il est plus simple de faire naitre en ronde-bosse, raison pour laquelle Van Clève ne réalise par un bas-relief comme il était de coutume au XVIIe siècle. Il fait donc ici appel à trois sources d'inspiration : les classiques (à travers Annibal Carrache), la science de l'anatomie et la maîtrise de la taille du marbre. Notons notamment une variété des textures dans le traitement du marbre pour laquelle il fut reconnu.